# 黃念怡
黃念怡（1963年—），中國武術家，為“米机王”黄沪芳的长子，米机王詠春拳傳人，广东省级非物质文化遗产传承人。現任米机王咏春馆館長。

## 生平
黃念怡祖籍佛山三水。他從小就隨父親黄沪芳練習詠春拳。成年後曾從事仓管员、报关员、行政人员等職業。在1998年父親去世之後，創立“米机王咏春馆”，以推廣父親黄沪芳所創的詠春拳流派。1999年开始在捷克、丹麦、法国、意大利等國開設分館。2007年，代表詠春拳參與在郓城舉辦的「武林会盟」。
其獨生女黄冬薇也是詠春拳教練。

## 榮譽
- 2015年5月，獲欧洲武术协会颁予“武术走向世界贡献奖”[5]。

## 外部連結
- 米机王咏春馆 （页面存档备份，存于）